# Postęp w sztucznej inteligencji

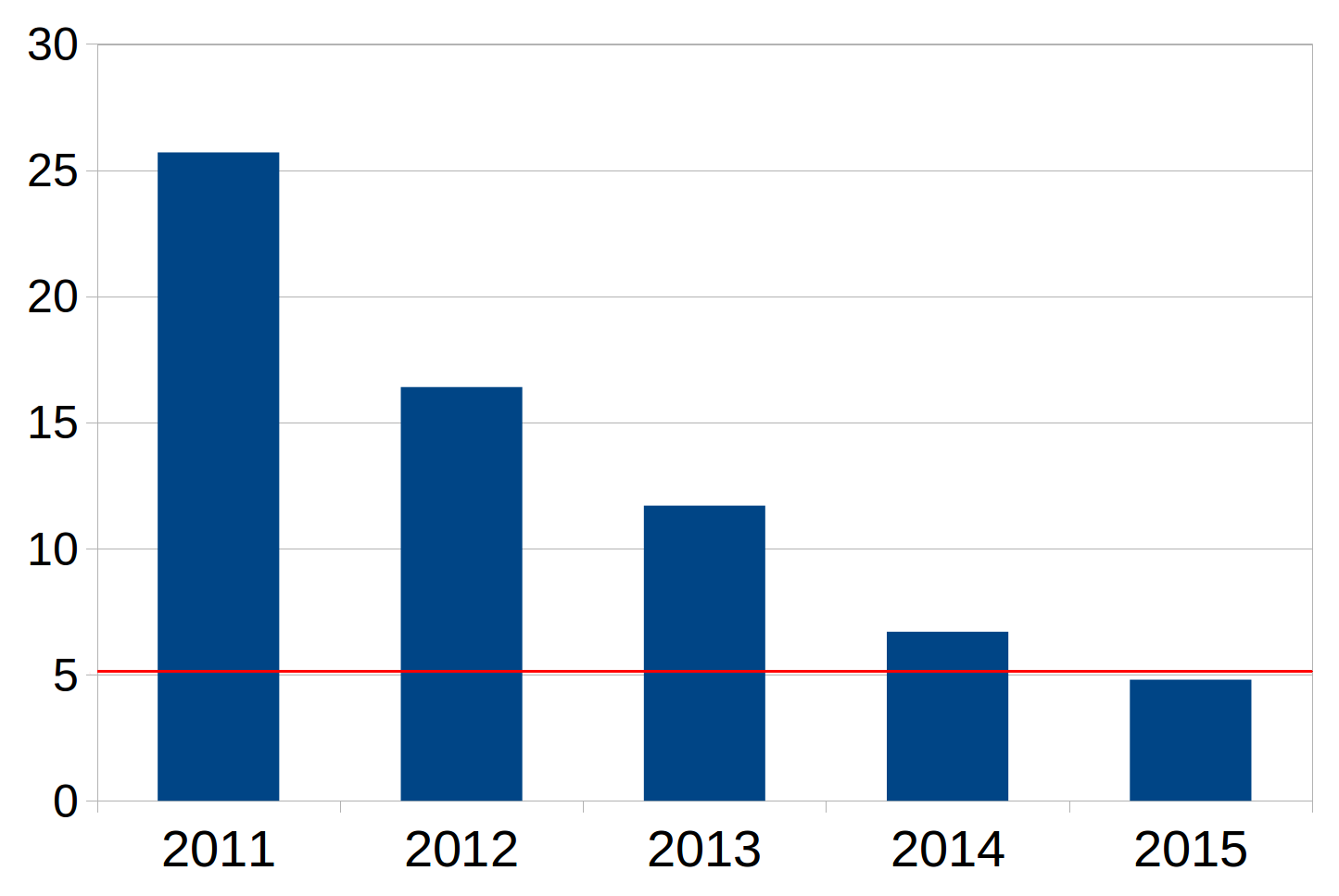
Procent błędów przy klasyfikacji obrazów dokonywanej przez SI (niebieskie słupki) i przez człowieka (czerwona linia)

Sztuczna inteligencja jest wykorzystywana w wielu dziedzinach, takich jak diagnostyka medyczna, gra na giełdzie, sterowanie robotami czy automatyczne dowodzenie twierdzeń. Wiele tych zastosowań nie jest jednak traktowanych jako SI, ponieważ termin zwykle kojarzy się z tymi funkcjami ludzkiego umysłu, których jeszcze nie potrafimy odtworzyć w komputerze.
W odpowiednio zdefiniowanych warunkach można porównywać wyniki uzyskane przez programy komputerowe z wynikami uzyskiwanymi przez ludzi. Testy takie nazywane są eksperckimi testami Turinga. W ten sposób można wskazywać kolejne problemy, dla których programy znajdują rozwiązania lepiej niż ludzie.

## Osiągnięcia SI w rozwiązywaniu problemów
Osiągnięcia SI w rozwiązywaniu różnych problemów można podzielić na następujące kategorie:
- rozwiązane: nie jest możliwe uzyskanie lepszego wyniku
- nadludzkie: lepsze niż uzyskane przez jakiegokolwiek człowieka
- mistrzowskie: odpowiadające poziomowi specjalistów w danej dziedzinie
- ludzkie: odpowiadające poziomowi przeciętnego człowieka
- słabe: gorsze od większości ludzi

### Rozwiązane
- Kółko i krzyżyk – drzewo gry ma 26830 węzłów, więc nawet prosty program brute force może je łatwo przejrzeć.
- Czwórki – drzewo gry ma 4,5 biliona pozycji. Strategia optymalna została znaleziona w 1988 roku[4].
- Warcaby angielskie – drzewo gry ma 5×1020 pozycji. Strategia optymalna została znaleziona w 2007 roku[5].
- Kostka Rubika – istnieje 4×1019 pozycji. W 1995 roku pokazano, że niektóre z nich wymagają 20 ruchów. W 2010 roku sprawdzono, że każdą pozycję da się rozwiązać w nie więcej niż 20 ruchów[6].

### Nadludzkie
- Pilotowanie myśliwca – w 2016 roku program ALPHA w symulowanych pojedynkach powietrznych wygrywał za każdym razem z ekspertami, nawet pilotując myśliwiec o słabszych parametrach[7].
- Diagnostyka raka płuc i zapalenia płuc – w 2013 roku superkomputer Watson poprawnie diagnozował 90% przypadków raka płuc, podczas kiedy przeciętny onkolog 50%[8]. W 2017 roku CheXNet trafniej diagnozował zapalenie płuc od specjalistów[9].
- Diagnostyka czerniaka - w 2017 roku najlepsze sieci neuronowe osiągały wyniki takie jak dermatolodzy[10]. W 2018 były już od nich lepsze[11].
- Rozstrzyganie kwestii z zakresu prawa ubezpieczeń gospodarczych[12] i umów poufności[13].
- Poker - w 2019 roku program Pluribus (ulepszona wersja Libratusa) wykazał się nadludzkimi wynikami w sześcioosobowej wersji pokera bez limitu, najpopularniejszej odmianie pokera[14]
- Teleturnieje z pytaniami dotyczącymi ogólnych tematów, takich jak historia, literatura, sztuka, nauka czy sport – w 2011 roku superkomputer Watson pokonał najlepszych graczy w Jeopardy![15]
- Scrabble[16]
- Puzzle[17]
- Reversi[18]
- Szachy – najlepsze programy szachowe osiągają ranking szachowy ponad 3400, podczas gdy najwyższy ranking człowieka to 2882[19][20]

### Mistrzowskie
- Sterowanie samochodem[21]
- Tryktrak[22]
- Brydż[23]
- Krzyżówki[24]
- Diagnostyka dermatologiczna[25]

### Ludzkie
- Rozpoznawanie liter
- Rozpoznawanie mowy – w 2015 roku Baidu ogłosiła, że ich system rozpoznawania mowy Deep Speech 2 rozpoznaje mandaryńskie i angielskie frazy wyrwane z kontekstu lepiej, niż przeciętny człowiek znający oba języki[26]
- Rozpoznawanie obrazów – w 2015 roku program opracowany przez Microsoft robił 4,94% błędów przy rozpoznawaniu obrazów z otwartej bazy danych ImageNet, podczas gdy ludzie robią średnio 5,1% błędów[1]
- Czytanie ze zrozumieniem - w 2018 roku program Alibaby SLQA+ i program Microsoftu r-net zdobyły 82,4 i 82,7 punktów w teście składającym się ze 100 tysięcy pytań. Przeciętny wynik człowieka to 82,3[27]. Podobny wynik osiągnął MT-DNN na teście General Language Understanding Evaluation[28].

- Większość prac wykonywanych przez ludzi (patrz paradoks Moraveca).